# Max Friese
Max Robert Sofus Friese (* 15. April 1883 in Dresden; † 1958 in Schwabach, Mittelfranken) war ein deutscher Maler und Grafiker.

## Leben
Friese lebte und wirkte bis zur Flucht nach dem Zweiten Weltkrieg in Breslau. Er studierte an der Königlichen Kunst- und Kunstgewerbeschule (ab 1911 Kunstakademie) bei Max Wislicenus und Eduard Kaempffer. Anschließend studierte er bei Johann Caspar Herterich d. Ä. und bei Carl von Marr an der Akademie der bildenden Künste in München. Er war Mitglied des „Künstlerbundes Schlesien“. Im Jahr 1939 erhielt Friese den Kunstpreis der Stadt Breslau.
Nach dem Zweiten Weltkrieg lebte Friese in Schwabach. Die Stadt beauftragte ihn und den ebenfalls am Ort lebenden Kurt Severin (1896–1970) mit der Gestaltung des großen Sitzungssaales des Rathauses. Unter Verwendung von 14.000 Blatt Schwabacher Blattgold gestalteten sie einen Fries aus ornamentierten Inschriften mit Namen wichtiger Schwabacher Firmen. Seither wurde der Saal „Goldener Saal“ genannt, der am 15. Januar 1974 durch Brandstiftung zerstört und 2000–2002 restauriert wurde.

## Werke
1916/1917 schuf Friese einen 14 großformatige Ölgemälde umfassenden Zyklus mit Szenen aus der Nibelungensage. Sie sollten ursprünglich in einem Saal des deutschen Offizierskasinos auf dem Truppenübungsplatz Beverloo aufgehängt werden. Da dies nach dem Ende des Ersten Weltkriegs politisch unmöglich war, verkaufte Friese sie an den damaligen Eigentümer der Rudelsburg, Oberst a. D. Kurt von Schönberg, wo sie 1922 aufgehängt wurden.
Max Frieses schriftlicher Nachlass ist heute zum Teil im Deutschen Kunstarchiv im Germanischen Nationalmuseum in Nürnberg untergebracht.